# Złote Trofeum FIM 125 cm³ w miniżużlu
Złote Trofeum FIM 125 cm³ w miniżużlu (ang. Track Racing Youth Gold Trophy) – międzynarodowe rozgrywki miniżużlowe dla zawodników od 11. do 16. roku życia w kategorii pojemnościowej 125 cm³. Do 2014 roku rozgrywane wyłącznie na torach trawiastych jako Złote Trofeum FIM 125 cm³ w grass tracku (ang. Grass Track Youth Gold Trophy).

## Medaliści
| Rok                                         | Miejsce       | Złoto                                               | Srebro                                              | Brąz                                                | Źr.    |
| ------------------------------------------- | ------------- | --------------------------------------------------- | --------------------------------------------------- | --------------------------------------------------- | ------ |
| Grass Track                                 |               |                                                     |                                                     |                                                     |        |
| 2002                                        | Werlte        | Ben Barker                                          | Jack Hargreaves                                     | Sönke Petersen                                      | [ 1 ]  |
| 2003                                        | Melsungen     | Turniej nie został rozegrany.                       | Turniej nie został rozegrany.                       | Turniej nie został rozegrany.                       | [ 2 ]  |
| W latach 2004–2006 turnieju nie rozgrywano. |               |                                                     |                                                     |                                                     |        |
| 2007                                        | Bielefeld     | Christian Rinkenburger                              | Michell Hofmann                                     | Nils Hesse                                          | [ 1 ]  |
| 2008                                        | Berghaupten   | Christian Rinkenburger                              | Andre Majewsky                                      | Josef Neubauer                                      | [ 1 ]  |
| 2009                                        | Tayac         | Dimitri Bergé                                       | Jordan Dubernard                                    | Jaroslav Hladký                                     | [ 1 ]  |
| 2010                                        | Tallington    | Michael Härtel                                      | Dimitri Bergé                                       | Jordan Dubernard                                    | [ 1 ]  |
| 2011                                        | Saint-Macaire | Romano Hummel                                       | Michaela Krupičková                                 | Michal Škurla                                       | [ 1 ]  |
| 2012                                        | Vechta        | Zach Wajtknecht                                     | Romano Hummel                                       | Buddy Prijs                                         | [ 1 ]  |
| 2013                                        | Morizès       | Zach Wajtknecht                                     | Lukas Fienhage                                      | Darrell de Vries                                    | [ 1 ]  |
| 2014                                        | Bad Hersfeld  | Kyle Bickley                                        | Adam Fencl                                          | Marcin Turowski                                     | [ 3 ]  |
| Track Racing                                |               |                                                     |                                                     |                                                     |        |
| 2015                                        | Pilzno        | Kyle Bickley                                        | Marcin Turowski                                     | William Kruit                                       | [ 4 ]  |
| 2016                                        | Toruń         | Tim Wunderer                                        | Lukas Wegner                                        | Karol Żupiński                                      | [ 5 ]  |
| 2017                                        | Morizès       | Jonny Wynant                                        | Pavel Kuchař                                        | Daniel Klíma                                        | [ 6 ]  |
| 2018                                        | Morizès       | Jaroslav Vaníček                                    | Sam McGurk                                          | Bruno Belan                                         | [ 7 ]  |
| 2019                                        | Vechta        | Max Perry                                           | Luke Harrison                                       | Adam Bednář                                         | [ 8 ]  |
| 2020                                        | Diedenbergen  | Turniej został odwołany z powodu pandemii COVID-19. | Turniej został odwołany z powodu pandemii COVID-19. | Turniej został odwołany z powodu pandemii COVID-19. | [ 9 ]  |
| 2021                                        | Diedenbergen  | Lester Matthijssen                                  | Matěj Frýza                                         | Dominik Hrbek                                       | [ 10 ] |
| 2022                                        | Pardubice     | Maksymilian Pawełczak                               | Lester Matthijssen                                  | Thies Schweer                                       | [ 11 ] |
| 2023                                        | Gdańsk        | Noah Urda                                           | Thies Schweer                                       | Makar Łewiszyn                                      | [ 12 ] |
| 2024                                        | Žarnovica     | Franciszek Szczyrba                                 | Levi Böhme                                          | Dawid Oscenda                                       | [ 13 ] |
| 2025                                        | Ryga          | Andžejs Smuļkevičs                                  | Arsenij Mykulczyn                                   | Michał Głębocki                                     | [ 14 ] |